# Aneby
Aneby è una città della Svezia, capoluogo del comune omonimo, nella contea di Jönköping. Ha una popolazione di 3.374 abitanti.